# Liste der Plätze in München
Die Liste der Plätze in München verzeichnet Plätze in München.

## Plätze
| Name/Lage                                    | Stadtteil (Bezirk)         | Namensherkunft | Jahr der Benennung | Anmerkung                                       | Bild                        |
| -------------------------------------------- | -------------------------- | --- | ------------------ | ----------------------------------------------- | --------------------------- |
| Adam-Erminger-Platz Lage                     | Schwabing (12)             | Adam Erminger (1698–1776), 1735 erster Schulmeister von Schwabing                                                                                        | 1986               |                                                 |                             |
| Agnes-Kunze-Platz Lage                       | Hasenbergl (24)            | Agnes Kunze (1923–1998), 1953 bis 1961 Gemeindeschwester im Hasenbergl                                                                                   | 2012               |                                                 |                             |
| Agricolaplatz Lage                           | Laim (25)                  | Georg Agricola, Münchner Chorherr aus dem Kloster Indersdorf                                                                                             | 1901               |                                                 |                             |
| Am Harras Lage                               | Untersendling (6)          | Robert Harras hatte dort ein Café mit Gartenwirtschaft, das Zum Harras hieß                                                                              | 1930               | Bahnhof Harras und U-Bahnhof                    | weitere Bilder              |
| Am Münchner Tor Lage                         | Parkstadt Schwabing (12)   | die dortigen Hochhäuser wirken bei Zufahrt auf die Stadt auf der A 9 wie ein Tor                                                                         | 2005               | Münchner Tor                                    | weitere Bilder              |
| Amiraplatz Lage                              | Kreuzviertel (1)           | Karl von Amira (1848–1930), Rechtshistoriker | 1931               |                                                 |                             |
| Anhalter Platz Lage                          | Olympiapark (11)           | Provinz Anhalt | 1932               |                                                 | Anhalter Platz              |
| Artur-Kutscher-Platz Lage                    | Schwabing (12)             | Artur Kutscher (1878–1960), Literatur- und Theaterwissenschaftler                                                                                        | 1961               |                                                 | Artur-Kutscher-Platz        |
| Aussiger Platz Lage                          | Harthof (11)               | Stadt Aussig (heute Ústí nad Labem) in Tschechien | 1953               |                                                 |                             |
| Bahnhofplatz Lage                            | Ludwigsvorstadt (2)        | Lage vor dem Hauptbahnhof München | 1867               |                                                 | weitere Bilder              |
| Bayernplatz Lage                             | Schwabing (4)              | Land Bayern | 1925               |                                                 |                             |
| Bauhausplatz Lage                            | Schwabing (12)             | Bauhaus | 2016               | Gestaltet von Burger Kühn und Olaf Metzel       |                             |
| Bernd-Eichinger-Platz Lage                   | Maxvorstadt (3)            | Bernd Eichinger (1949–2011), Filmproduzent, Drehbuchautor und Regisseur                                                                                  | 2012               |                                                 | Bernd-Eichinger-Platz       |
| Bonner Platz Lage                            | Schwabing (4)              | Stadt Bonn | 1906               | U-Bahnhof Bonner Platz                          | Bonner Platz                |
| Brundageplatz Lage                           | Olympiapark (11)           | Avery Brundage (1887–1975), 1952–1972 Präsident des IOC                                                                                                  | 1975               |                                                 | Brundageplatz               |
| Bunzlauer Platz Lage                         | Moosach (10)               | Bunzlau (heute Bolesławiec) in Polen | 1970               |                                                 |                             |
| Candidplatz Lage                             | Neuharlaching (18)         | Peter Candid (1548–1628), Maler | 1877               |                                                 |                             |
| Christoph-von-Gluck-Platz Lage               | Milbertshofen (11)         | Christoph Willibald von Gluck (1714–1787), Komponist | 1923               |                                                 | Christoph-von-Gluck-Platz   |
| Claudiusplatz Lage                           | Moosach (10)               | Matthias Claudius (1740–1815), Dichter und Journalist | 1925               |                                                 |                             |
| Coubertinplatz Lage                          | Olympiapark (11)           | Pierre de Coubertin (1863–1937), Pädagoge, Historiker und Gründer der neuzeitlichen Olympischen Spiele                                                   | 1971               |                                                 | weitere Bilder              |
| Curt-Mezger-Platz Lage                       | Milbertshofen (11)         | Curt Mezger (1895–1945), Unternehmer, letzter Leiter des Judenlagers Milbertshofen                                                                       | 2007               |                                                 | Curt-Mezger-Platz           |
| Dom-Pedro-Platz Lage                         | Neuhausen (9)              | Peter I. (Dom Pedro) (1798–1834), erster Kaiser von Brasilien                                                                                            | 1899               |                                                 | weitere Bilder              |
| Dominikusplatz Lage                          | Am Hart (11)               | Heiliger Dominikus, bürgerlich Domingo de Guzmán (um 1170–1221), Gründer des Dominikanerordens                                                           | 2010               |                                                 |                             |
| Dreifaltigkeitsplatz Lage                    | Angerviertel (1)           | Benannt nach der Trinität, von einer ehemaligen Dreifaltigkeitskapelle                                                                                   | vor 1818           |                                                 | weitere Bilder              |
| Dülferanger Lage                             | Hasenbergl (24)            | | 2007               |                                                 |                             |
| Effnerplatz Lage                             | Bogenhausen (13)           | Joseph Effner (1687–1745), Baumeister, und dessen Urenkel Carl von Effner (1831–1884), Gartengestalter                                                   | 1931               |                                                 | weitere Bilder              |
| Elisabeth-Castonier-Platz Lage               | Messestadt Riem (15)       | Elisabeth Castonier (1894–1975) | 2017               |                                                 |                             |
| Elisabethplatz Lage                          | Schwabing (4)              | Elisabeth Amalie Eugenie (auch Sisi, 1837–1898), Wittelsbacher Prinzessin, ab 1854 Kaiserin von Österreich                                               | 1898               | Elisabethmarkt                                  | weitere Bilder              |
| Erlenplatz Lage                              | Lerchenau (24)             | Baumart der Erlen | 1906               |                                                 |                             |
| Ernst-Toller-Platz Lage                      | Schwabing (12)             | Ernst Toller (1893–1939), Schriftsteller, Politiker und linkssozialistischer Revolutionär                                                                | 1996               |                                                 | weitere Bilder              |
| Frankplatz Lage                              | Freimann (12)              | Alois Ritter von Frank (1859–1940), Eisenbahndirektor und Landtagsabgeordneter                                                                           | 1931               |                                                 |                             |
| Gärtnerplatz Lage                            | Gärtnerplatzviertel (2)    | Friedrich von Gärtner (1791–1847), Architekt | 1863               |                                                 | weitere Bilder              |
| Georg-Elser-Platz Lage                       | Maxvorstadt (3)            | Georg Elser (1903–1945), Kunstschreiner, Widerstandskämpfer gegen den Nationalsozialismus                                                                | 1996               | Denkmal für 8. November 1939                    | Georg-Elser-Platz           |
| Georg-Freundorfer-Platz Lage                 | Schwanthalerhöhe (8)       | Georg Freundorfer (1881–1940), Zitherspieler und Komponist                                                                                               | 1983               |                                                 | weitere Bilder              |
| Geschwister-Scholl-Platz Lage                | Maxvorstadt (3)            | Geschwister Hans und Sophie Scholl, aktiv im Widerstand gegen den Nationalsozialismus                                                                    | 1946               | U-Bahnhof Universität                           | weitere Bilder              |
| Glogauer Platz Lage                          | Moosach (10)               | Glogau (heute Głogów), Stadt in Polen | 1924               |                                                 |                             |
| Goetheplatz Lage                             | Ludwigsvorstadt (2)        | Johann Wolfgang von Goethe (1749–1832), Dichter | 1865               | U-Bahnhof Goetheplatz                           | weitere Bilder              |
| Goldlackplatz Lage                           | Hasenbergl (24)            | Pflanzenart Goldlack | 1959               |                                                 |                             |
| Goldschmiedplatz Lage                        | Hasenbergl (24)            | Münchner Goldschmiedefamilie im 14. Jahrhundert | 1955               |                                                 | Goldschmiedplatz            |
| Gollierplatz Lage                            | Schwanthalerhöhe (8)       | Münchner Patrizierfamilie im 14. Jahrhundert | 1897               |                                                 | weitere Bilder              |
| Habsburgerplatz Lage                         | Schwabing (12)             | Fürstengeschlecht der Habsburger | 1897               |                                                 | weitere Bilder              |
| Heimeranplatz Lage                           | Schwanthalerhöhe (8)       | Heimeran (auch Heinrich) von Straubing, Zimmermeister der Frauenkirche                                                                                   | 1897               | U- und S-Bahnhof                                | weitere Bilder              |
| Helmut-Fischer-Platz Lage                    | Schwabing (4)              | Helmut Fischer (1926–1997), Schauspieler | 1998               |                                                 | weitere Bilder              |
| Herkomerplatz Lage                           | Bogenhausen (13)           | Hubert von Herkomer (1849–1914), Maler und Bildhauer, Regisseur und Filmemacher und Schriftsteller                                                       | 1927               |                                                 |                             |
| Herzog-Ernst-Platz Lage                      | Sendling (6)               | Herzog Ernst von Bayern-München (1373–1438) | 1951               |                                                 | Platzname                   |
| Hohenzollernplatz Lage                       | Schwabing (4)              | Adelshaus der Hohenzollern | 1900               | U-Bahnhof Hohenzollernplatz                     | weitere Bilder              |
| Isartorplatz Lage                            | Lehel (1)                  | Isartor, östliches Stadttor der ehemaligen äußeren Stadtmauer                                                                                            | um 1791            | S-Bahnhof Isartor                               | weitere Bilder              |
| Joergplatz Lage                              | Laim (25)                  | Josef Edmund Jörg (1819–1901), Politiker, Historiker, Publizist und Archivar                                                                             | 1925               |                                                 |                             |
| Josephsplatz Lage                            | Maxvorstadt (3)            | Josephskirche | 1898               | U-Bahnhof Josephsplatz                          | weitere Bilder              |
| Jürgen-von-Hollander-Platz Lage              | Milbertshofen (11)         | Jürgen von Hollander (1923–1985), Schriftsteller und Journalist                                                                                          | 1992               |                                                 |                             |
| Kaiserplatz Lage                             | Schwabing (12)             | Erinnerung an die Proklamierung des zweiten deutschen Kaiserreiches                                                                                      | 1893               |                                                 | Kaiserplatz                 |
| Karl-Stützel-Platz Lage                      | Maxvorstadt (3)            | Karl Stützel (1872–1944), deutscher Politiker der Bayerischen Volkspartei (BVP)                                                                          | 2017               | Skulptur Ring (1996) von Mauro Staccioli        | Ring                        |
| Karolinenplatz Lage                          | Maxvorstadt (3)            | Karoline von Baden (1776–1841), Prinzessin von Baden und seit 1806 die erste Königin Bayerns                                                             | 1809               |                                                 | weitere Bilder              |
| Kölner Platz Lage                            | Schwabing (4)              | Köln am Rhein | 1906               |                                                 | Kölner Platz                |
| Kolumbusplatz Lage                           | Untere Au (5)              | Christoph Kolumbus (um 1451–1506), Seefahrer, Entdecker Amerikas                                                                                         | 1916               | U-Bahnhof Kolumbusplatz                         | Kolumbusplatz               |
| Königsplatz Lage                             | Maxvorstadt (3)            | Erinnerung an Bayerns erlangte Würde als Königtum | 1808               | U-Bahnhof Königsplatz                           | weitere Bilder              |
| Korbinianplatz Lage                          | Milbertshofen (11)         | Heiliger Korbinian | 1925               |                                                 | weitere Bilder              |
| Krempelhuberplatz Lage                       | Lerchenau (24)             | August von Krempelhuber (1813–1882), Botaniker | 1958               |                                                 |                             |
| Laimer Anger Lage                            | Laim (25)                  | Stadtbezirk Laim |                    |                                                 | Laimer Anger                |
| Laimer Platz Lage                            | Laim (25)                  | Stadtbezirk Laim | 1901               | U-Bahnhof Laimer Platz                          | Laimer Platz                |
| Lenbachplatz Lage                            | Kreuzviertel (1)           | Franz von Lenbach (1836–1904), Maler | 1905               |                                                 | weitere Bilder              |
| Leonrodplatz Lage                            | Neuhausen (9)              | Franz Leopold von Leonrod (1827–1905), Bischof von Eichstätt                                                                                             | 1906               |                                                 | Leonrodplatz                |
| Luise-Kiesselbach-Platz Lage                 | Sendling (7)               | Luise Kiesselbach (1863–1929), Armenpflegerin, Frauenrechtlerin und Sozialpolitikerin                                                                    | 1930               | Luise-Kiesselbach-Tunnel                        | weitere Bilder              |
| Mangfallplatz Lage                           | Neuharlaching (18)         | Fluss Mangfall | 1931               | U-Bahnhof Mangfallplatz                         | weitere Bilder              |
| Mariahilfplatz Lage                          | Au (5)                     | Mariahilfkirche | 1857               | dreimal im Jahr findet hier die Auer Dult statt | weitere Bilder              |
| Marienhof Lage                               | Kreuzviertel (1)           | als Platz erst nach Zerstörung der dortigen Bebauung im Zweiten Weltkrieg bezeichnet                                                                     | 1945               |                                                 | weitere Bilder              |
| Marienplatz Lage                             | Graggenau (1)              | Mariensäule in der Platzmitte | 1854               | U- und S-Bahnhof Marienplatz                    | weitere Bilder              |
| Marsplatz Lage                               | Marsfeld (3)               | ehemaliges Militärgelände Marsfeld | 1890               |                                                 | weitere Bilder              |
| Max-Joseph-Platz Lage                        | Graggenau (1)              | König Max I. Joseph | 1805               |                                                 | weitere Bilder              |
| Max-Weber-Platz Lage                         | Haidhausen (5)             | Magistratsrat Max Weber und 1998 zusätzlich Max Weber (1864–1920), Soziologe und Nationalökonom                                                          | 1905               | U-Bahnhof Max-Weber-Platz                       | weitere Bilder              |
| Maximiliansplatz Lage                        | Kreuzviertel (1)           | König Max I. Joseph | 1809               |                                                 | weitere Bilder              |
| Memminger Platz Lage                         | Moosach (10)               | Stadt Memmingen |                    |                                                 |                             |
| Milbertshofener Platz Lage                   | Milbertshofen (11)         | Stadtteil Milbertshofen | 1914               |                                                 |                             |
| Moosacher St.-Martins-Platz Lage             | Moosach (10)               | Alte Pfarrkirche St. Martin | 1913               | U-Bahnhof Moosacher St.-Martins-Platz           | Moosacher St.-Martins-Platz |
| Münchner Freiheit Lage                       | Schwabing (12)             | Gedenken an die Widerstandsgruppe Freiheitsaktion Bayern                                                                                                 | 1946               | U-Bahnhof Münchner Freiheit                     | weitere Bilder              |
| Nikolaiplatz Lage                            | Schwabing (12)             | Nikolaikirche, 1898 abgerissen | 1898               |                                                 | weitere Bilder              |
| Oberhofer Platz Lage                         | Milbertshofen (11)         | Stadt Oberhof in Thüringen | 1925               |                                                 |                             |
| Odeonsplatz Lage                             | Graggenau (1)              | ehemaliger Konzertsaal Odeon | 1827               | U-Bahnhof Odeonsplatz                           | weitere Bilder              |
| Oertelplatz Lage                             | Allach (23)                | Max Joseph Oertel | 1945               | Bahnhof München-Allach                          | weitere Bilder              |
| Onyxplatz Lage                               | Ludwigsfeld (24)           | Mineral Onyx | 1952               |                                                 | Onyxplatz                   |
| Orleansplatz Lage                            | Haidhausen (5)             | Stadt Orléans in Frankreich | 1872               |                                                 | weitere Bilder              |
| Pasinger Marienplatz Lage                    | Pasing (21)                | zentraler Platz im Stadtteil Pasing | 1938               |                                                 | weitere Bilder              |
| Pfanzeltplatz Lage                           | Altperlach (16)            | Martin Pfanzelt (1825–1912), Perlacher Pfarrer, Dekan, Distriktsschulinspektor                                                                           | 1930               |                                                 | weitere Bilder              |
| Pfarrer-Steiner-Platz Lage                   | Lerchenau (24)             | Otto Steiner (Pfarrer) (1917–1995), Pfarrer | 2001               |                                                 |                             |
| Piusplatz Lage                               | Echarding (14)             | Kirche St. Pius | 1931               |                                                 | weitere Bilder              |
| Platz der Freiheit Lage                      | Neuhausen (9)              | Gedenken an die Opfer des Nationalsozialismus (von Hindenburgplatz umbenannt)                                                                            | 1946               |                                                 |                             |
| Platz der Opfer des Nationalsozialismus Lage | Kreuzviertel (1)           | Gedenken an die Opfer des Nationalsozialismus | 1946               |                                                 | weitere Bilder              |
| Platzl Lage                                  | Graggenau (1)              | platzartige Erweiterung der dortigen Straße | Um 1780            |                                                 | weitere Bilder              |
| Prinzregentenplatz Lage                      | Steinhausen (5)            | Prinzregent Luitpold von Bayern (1821–1912) | 1897               | U-Bahnhof Prinzregentenplatz                    | weitere Bilder              |
| Professor-Huber-Platz Lage                   | Maxvorstadt (3)            | Kurt Huber (1893–1943), Philosoph, Psychologe, Musikologe und intellektueller Widerstandskämpfer gegen das NS-Regime in der Widerstandsgruppe Weiße Rose | 1946               | U-Bahnhof Universität                           | Professor-Huber-Platz       |
| Promenadeplatz Lage                          | Kreuzviertel (1)           | Platz für Militärparaden | 1805               |                                                 | weitere Bilder              |
| Pündterplatz Lage                            | Schwabing (4)              | Emil Pündter, Regierungsrat und Bezirksvorstand in München                                                                                               | 1891               |                                                 | Pündterplatz                |
| Regerplatz Lage                              | Au (5)                     | Max Reger (1816–1884), Stadtpfarrer der Mariahilfkirche                                                                                                  | 1899               |                                                 | Regerplatz                  |
| Resi-Huber-Platz Lage                        | Sendling (6)               | Therese „Resi“ Huber (1920–2000), Friedensaktivistin, Antifaschistin und Kommunistin                                                                     | 2012               | U-Bahnhof Brudermühlstraße                      | Resi-Huber-Platz            |
| Rindermarkt Lage                             | Angerviertel (1)           | Viehhandelsplatz und Rindertränke | Vor 1242           |                                                 | Rindermarkt                 |
| Rosa-Luxemburg-Platz Lage                    | Oberwiesenfeld (9)         | Rosa Luxemburg (1871–1919), Vertreterin der europäischen Arbeiterbewegung, des Marxismus, Antimilitarismus                                               | 1989               |                                                 | weitere Bilder              |
| Rosenkavalierplatz Lage                      | Parkstadt Bogenhausen (13) | Oper ‘‘Der Rosenkavalier‘‘ von Richard Strauss | 1964               |                                                 | Rosenkavalierplatz          |
| Rotkreuzplatz Lage                           | Neuhausen (9)              | Rotkreuzkrankenhaus des Bayerischen Roten Kreuzes | 1903               | U-Bahnhof Rotkreuzplatz                         | weitere Bilder              |
| Rundfunkplatz Lage                           | Marsfeld (3)               | Funkhaus des Bayerischen Rundfunks | 1929               |                                                 | weitere Bilder              |
| Salvatorplatz Lage                           | Kreuzviertel (1)           | Salvatorkirche | Vor 1318           | Literaturhaus München                           | weitere Bilder              |
| Scheidplatz Lage                             | Schwabing (4)              | Karl Friedrich Scheid (1906–1945), Psychiater und Neurologe und Oberarzt im Krankenhaus München-Schwabing                                                | 1959               | U-Bahnhof Scheidplatz                           | weitere Bilder              |
| Schweizer Platz Lage                         | Fürstenried (19)           | Land Schweiz | 1988               |                                                 | Schweizer Platz             |
| Sebastiansplatz Lage                         | Angerviertel (1)           | Kapelle des heiligen Sebastian, die bis um 1800 an dieser Stelle stand                                                                                   | Vor 1818           |                                                 | weitere Bilder              |
| Sendlinger Kirchplatz Lage                   | Sendling (6)               | Kirchplatz der Alten Pfarrkirche St. Margaret | 1897               |                                                 | Sendlinger Kirchplatz       |
| Sendlinger-Tor-Platz Lage                    | Hackenviertel (1)          | Sendlinger Tor der äußeren Stadtmauer | 1837               | U-Bahnhof Sendlinger Tor                        | weitere Bilder              |
| Seydlitzplatz Lage                           | Moosach (10)               | Friedrich Wilhelm von Seydlitz (1721–1773), preußischer Kavalleriegeneral                                                                                | 1925               |                                                 |                             |
| Skabiosenplatz Lage                          | Lerchenau (24)             | Pflanzengattung der Skabiosen | 1947               |                                                 |                             |
| Spengelplatz Lage                            | Am Hart (11)               | Johann Ferdinand Spengel (1819–1876), Maler | 1945               |                                                 |                             |
| St.-Anna-Platz Lage                          | Lehel (1)                  | Klosterkirche und Pfarrkirche St. Anna | 1888               |                                                 | weitere Bilder              |
| St.-Jakobs-Platz Lage                        | Angerviertel (1)           | Kloster St. Jakob am Anger | 1886               | Stadtmuseum, Jüdisches Zentrum                  | weitere Bilder              |
| Stachus (Karlsplatz) Lage                    | Kreuzviertel (1)           | Gastwirt Eustachius Föderl, offiziell seit 1797 nach Kurfürst Karl Theodor                                                                               | 1797               | U- und S-Bahnhof Karlsplatz (Stachus)           | weitere Bilder              |
| Stanigplatz Lage                             | Hasenbergl (24)            | Valentin Stanig (1774–1847), Geistlicher, Lehrer, Forscher, Humanist und Bergsteiger                                                                     | 1960               |                                                 | Stanigplatz                 |
| Stiglmaierplatz Lage                         | Maxvorstadt (3)            | Johann Baptist Stiglmaier (1791–1844), Erzgießer, Bildhauer, Zeichner und Medailleur                                                                     | 1845               | U-Bahnhof Stiglmaierplatz                       | weitere Bilder              |
| Viktoriaplatz Lage                           | Schwabing (4)              | Viktoria (1840–1901), deutsche Kaiserin seit 1888 | 1927               |                                                 | Viktoriaplatz               |
| Viktualienmarkt Lage                         | Angerviertel (1)           | Viktualien, alte Bezeichnung für Lebensmittel | 1807               |                                                 | weitere Bilder              |
| Vogelweideplatz Lage                         | Steinhausen (5)            | Walther von der Vogelweide (um 1170– um 1230), Lyriker des Mittelalters                                                                                  | 1900               |                                                 | Vogelweideplatz             |
| Walter-Sedlmayr-Platz Lage                   | Feldmoching (24)           | Walter Sedlmayr (1926–1990), Volksschauspieler | 2000               |                                                 | weitere Bilder              |
| Wedekindplatz Lage                           | Schwabing (12)             | Frank Wedekind (1864–1918), Schriftsteller, Dramatiker und Schauspieler                                                                                  | 1959               |                                                 | Wedekindplatz               |
| Weißenburger Platz Lage                      | Haidhausen (5)             | Stadt Wissembourg (deutsch: Weißenburg) im Elsass | 1897               |                                                 | weitere Bilder              |
| Wiener Platz Lage                            | Haidhausen (5)             | Wien, Hauptstadt Österreichs | 1891               | Wiener Markt                                    | weitere Bilder              |
| Willi-Daume-Platz Lage                       | Olympiapark (11)           | Willi Daume (1913–1996), Unternehmer, Sportler und Sportfunktionär                                                                                       | 1998               |                                                 | weitere Bilder              |
| Willy-Brandt-Platz Lage                      | Messestadt Riem (15)       | Willy Brandt (1913–1992), SPD-Politiker, u. a. deutscher Bundeskanzler                                                                                   | 1996               | U-Bahnhof Messestadt West                       | Willy-Brandt-Platz          |
| Wittelsbacherplatz Lage                      | Maxvorstadt (3)            | Adelshaus der Wittelsbacher | 1827               |                                                 | weitere Bilder              |
| Zur Deutschen Einheit Lage                   | Englschalking (13)         | Erinnerung an die Gründung des deutschen Kaiserreiches 1871                                                                                              | 1930               | Denkmal Zur Deutschen Einheit (2005)            | weitere Bilder              |